# Портрет Дирка Тибиса
«Портрет Дирка Тибиса» (нем. Porträt der Dirck Tybis) — картина немецкого живописца Ганса Гольбейна-младшего (1498—1543). Создана в 1533 году. Хранится в коллекции Музея истории искусств в Вене (инв. № GG 903). Картина упоминается в описании коллекции Кристиана фон Мехеля в 1783 году.
Ганс Гольбейн-младший стал одним из первых крупных художников, прибывших в Англию. В 1526 году Гольбейн приехал в Лондон, где работал при дворе Генриха VIII до самой своей смерти от эпидемии чумы в 1543 году.
На портрете изображён торговец Дирк Тибис из Дуйсбурга в фронтальном ракурсе, и именно это положение придаёт ему торжественность. В левой руке он держит конверт, на столе лежит листок, на котором написаны его имя, возраст (33 года) и дата создания портрета. Тёмный фон подчёркивает монументальность персонажа, а предметы на первом плане, написанные в мельчайших деталях, свидетельствуют о влиянии фламандской живописи. Это чувствуется в использовании Гольбейном света для того, чтобы подчеркнуть одежду и черты лица молодого человека.
Сундучок с монетами, перо и печать намекают на торговую деятельность Дирка Тибиса. Художнику удалось успешно совместить образы итальянской живописи и северной традиции.